# Malin Klingenberg
Malin Klingenberg, född 6 december 1979 på Houtskär och uppvuxen i Nykarleby, är en finlandssvensk formgivare och författare, bosatt i Jakobstad.
Malin Klingenberg utbildade sig till textilformgivare på Yrkeshögskolan Sydväst med examen 2006. 
Hon fick Arvid Mörne-priset (förstapriset) 2003. 2015 var hon nominerad för Nordiska rådets barn- och ungdomslitteraturpris, år 2017 fick hon Runeberg Junior-priset tillsammans med illustratören Joanna Vikström Eklöv för Den fantastiske Alfredo.